# Bahnhof Pääsküla

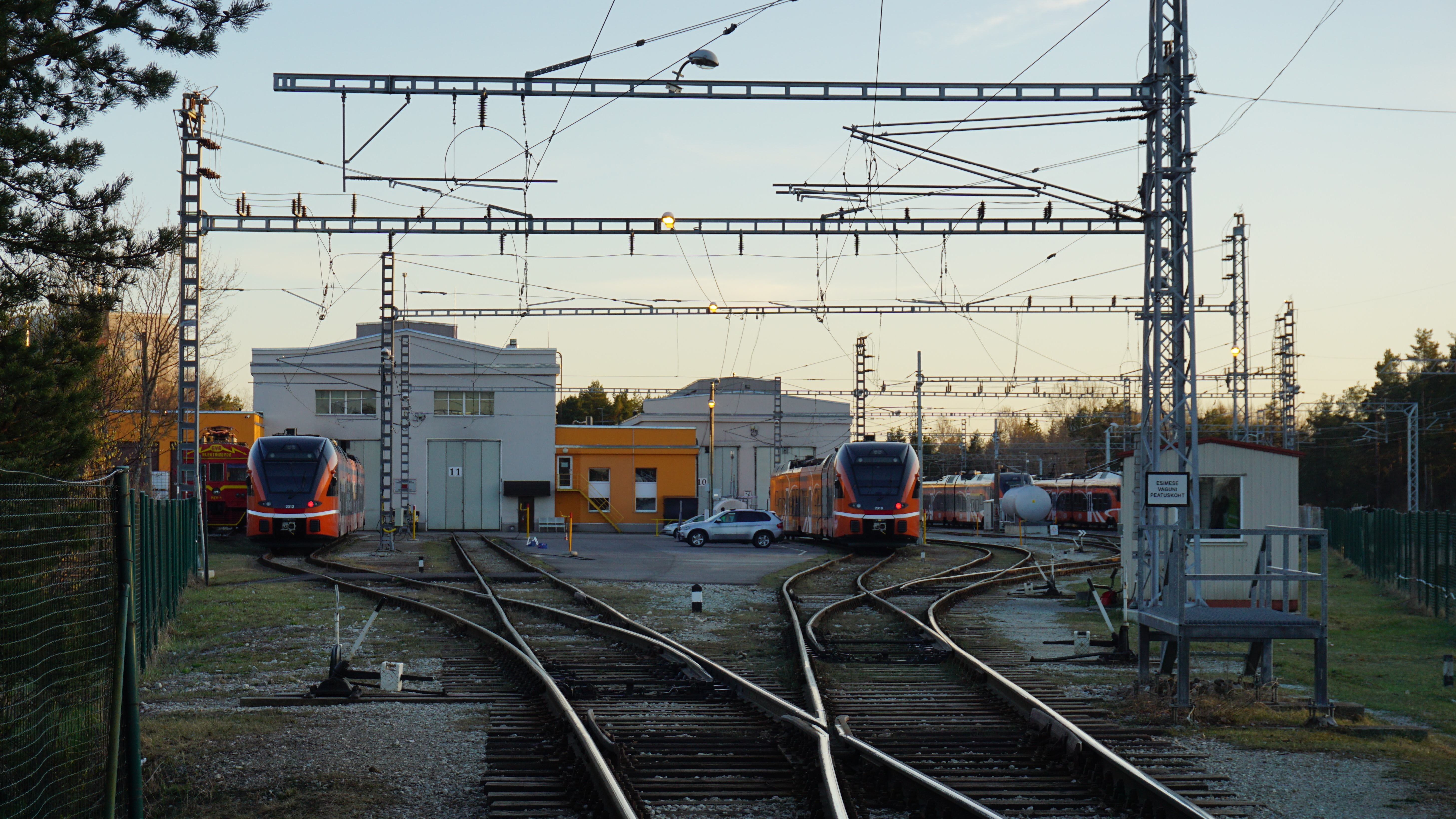
Blick auf das „Pääsküla depoo“

Der Bahnhof Pääsküla ist ein Personenbahnhof im Stadtviertel Pääsküla der estnischen Hauptstadt Tallinn. Er befindet sich zwischen den Haltepunkten Laagri und Nömme bei Strecken-km 93,3 der zweigleisigen, elektrifizierten Bahnstrecke Tallinn–Keila.
Der Bahnhof wird von Eesti Raudtee betrieben. Er verfügt über zwei 150 Meter lange Bahnsteige (je einen Außen- und einen Mittelbahnsteig). Unmittelbar südlich des Bahnhofs befindet sich das Bahnbetriebswerk des Eisenbahnverkehrsunternehmens Elron. Hier werden deren Flirt-Züge instand gehalten. Es wurde 1962 in Betrieb genommen.

## Geschichte
Der Bahnhof existiert seit 1915. Die Strecke ist seit 1924 elektrifiziert. Das Bahnhofsgebäude von 1916 steht unter Denkmalschutz.